# Мемориальный комплекс на Корабельной набережной
Мемориальный комплекс на Корабельной набережной — комплекс различных памятников на Корабельной набережной Владивостока. В их числе: памятник первостроителям Владивостока, подводная лодка С-56, «Красный вымпел».

## Описание
14-метровый обелиск, будто наполненный ветром парус, устремлён вверх. Рядом якоря и две даты «1860 — 1985». Памятник создан архитектором Б. Богомоловым к 125-летию Владивостока. Он установлен на том месте, где 20 июня (2 июля) 1860 года с транспорта «Манджур» высадили солдат под командованием капитана А.К. Шефнера.
Справа от памятника первостроителям города у причала на вечный якорь поставлен мемориальный корабль-памятник «Красный вымпел». Он был спущен на воду на Охте в Петербурге в 1911 году и назывался «Адмирал Завойко» в честь героя Петропавловской обороны 1854 года Завойко Василия Степановича. В 1923 году «Адмирал Завойко» вернулся во Владивосток и стал первым кораблём Советской Республики на Тихом океане, получив новое имя «Красный вымпел». Он нёс сторожевую службу по охране морских границ СССР, а в 1945 году принимал участие в военных действиях на Тихом океане.
В 1975 году напротив «Красного вымпела» на вечный постамент встала Краснознамённая гвардейская подводная лодка С-56. Во время Великой Отечественной войны экипаж лодки совершил трудный переход в Заполярье через Тихий и Атлантический океаны. В боях с кригсмарине было потоплено 10 вражеских кораблей и транспортов. Указом Правительства СССР подлодка была награждена орденом Красного Знамени, а её командир Григорий Иванович Щедрин удостоен звания Героя Советского Союза.
25 июля 1982 года в День Военно-морского флота подводная лодка С-56 и «Красный вымпел» вошли в общий ансамбль Мемориала славы Тихоокеанского флота, дополненного скульптурной композицией, корабельным орудием, башней от бронекатера и памятными плитами с Вечным огнём в центральной части. Авторы комплекса скульптор Валерий Ненаживин и архитектор А. Сандюк.
|                                  |                                                                                             |                      |                                  |              |
| Подводная лодка С-56 в 1978 году | Владивосток, День ВМФ, 25 июля 1982 года, на открытии обновлённого мемориального комплекса. | Подводная лодка С-56 | Вид на штаб Тихоокеанского флота | Вечный огонь |

|              |                                             |                      |                                 |                                                     |
| Стена памяти | Часовня памяти погибших моряков и барельефы | Башня от бронекатера | 102-мм пушка Обуховского завода | Пионерам подводного плаванья на Тихоокеанском флоте |